# Dolo
O dolo (do termo latino dolus, "artifício") é um instituto jurídico consistente na ação ou omissão consciente e volitiva a fim de causar dano.

## Direito Civil
Em direito civil, dolo é uma espécie de vício de consentimento caracterizado pela ação ou omissão de uma parte com a intenção de obter proveitos indevidos mediante o erro de outra. No direito romano, Ulpiano atribui, a Labeão, a definição de dolo mau como "astúcia, engano, maquinação empregada para iludir, enganar, burlar a outrem".
O Dolus malus, tal como é definido por Marco Antistio Labeão, era: «Dolus malus est omnis calliditas, fallacia, machinatio ad circumveniendum, fallendum, decipiendum alterum adhibita». Ou seja, correspondia a um estado anímico ou intencionalidade maldosa, com base na qual se praticam (ou omitem) actos com o objectivo de prejudicar outra pessoa.  
Diferencia-se da culpa porque, no dolo, o agente tem a vontade de praticar o facto e produzir determinado resultado: existe a má-fé. Na culpa, o agente não possui a vontade de prejudicar o outro, ou produzir o resultado. Não há má-fé.
Diferencia-se da simulação porque, no dolo, existe má-fé de uma parte contra a outra. Na simulação, a má-fé ocorre contra terceira (é o caso da maior parte dos crimes tributários).
Importante diferenciar o dolo vício de consentimento do dolo da responsabilidade civil: "a vontade consciente de violar o direito, dirigida à consecução do fim ilícito” (DINIZ, 2006, p. 46), sendo oposto da culpa stricto sensu, que é a culpa manifestada por imprudência, negligência ou imperícia.

## Direito Penal
Em direito penal, segundo a Teoria finalista da Ação, dolo é um dos elementos da conduta que compõem o fato típico. Caracteriza-se pela vontade livre e consciente de querer praticar uma conduta descrita em uma norma penal incriminadora.
Uma ação dolosa, por si só, não pressupõe a existência de um crime, pois faz-se necessária a configuração do injusto penal, que é a constatação, no caso concreto, da presença do fato típico com a ilicitude (não estar amparada em nenhuma excludente de ilicitude/antijuridicidade), bem como, se o agente era culpável (inexistir qualquer eximente de culpabilidade).
Prevê a lei que não existirá a conduta dolosa, quando o agente incorrer em erro de tipo, ou seja, quando este pratica a conduta descrita no tipo penal sem ter vontade ou consciência daquilo que leva a efeito. Quando o erro for escusável, isenta de pena, quando inescusável, o agente será punido a título de culpa, se existir previsão desta conduta (culposa) na lei penal. Portanto aquele que incorrer em erro de tipo sempre terá o dolo afastado no estudo analítico do crime. Contudo, tem crescido na jurisprudência a adesão à teoria da cegueira deliberada que, em suas versões mais radicais, permite o reconhecimento do dolo se o agente se puser, deliberadamente, em estado de ignorância.
Segundo a redação do Código Penal do Brasil (artigo 18, inciso I), é dolosa uma ação quando o agente quis o resultado ou assumiu o risco de produzi-lo. A doutrina jurídica observa que o Código Penal Brasileiro, apesar de um número cada vez maior de divergentes, adotou as teorias da vontade e do assentimento, respectivamente, para caracterizar uma ação dolosa este subdivide-se em duas modalidades - dolo direto e dolo eventual:
- O primeiro é o dolo propriamente dito sendo caracterizado pela vontade direta do agente em cometer a conduta descrita no preceito primário da norma penal incriminadora, podendo ainda ser classificado, segundo alguns doutrinadores, em primeiro grau quanto ao fim de agir que é dirigido a atingir pessoa específica e em de segundo grau quanto aos efeitos concomitantes ou colaterais de uma ação que atinge outras pessoas como ocorre, por exemplo, na detonação de uma bomba dentro de uma avião em que se visa matar apenas uma autoridade (dolo direito de primeiro grau) e, como desdobramento lógico, outras pessoas também são atingidas e mortas (dolo direito de segundo grau).
- Já o dolo eventual é aquele em que o indivíduo, em seu agir, assume o risco de produzir determinado resultado, anuindo com sua realização.

A diferenciação de dolo eventual e culpa consciente é sutil, sendo comum a confusão dos conceitos, haja vista que em ambos há a previsibilidade como elemento comum. A diferenciação se faz por critério psicológico: na culpa consciente, o agente prevê o resultado, mas acredita sinceramente em sua não ocorrência, enquanto, no dolo eventual, o agente, além de prever o resultado, não se importa com sua ocorrência.